# بهيج تقي الدين
بهيج تقي الدين (1909 - 9 فبراير 1980)، سياسي لبناني درزي.

## عن حياته
تلقى تعليمه الأولي في بلدته بعقلين، وبعدها انتقل إلى مدرسة الليسيه الفرنسية في بيروت والتي أتم فيها المرحلة الثانوية، ثم درس الحقوق في جامعة القديس يوسف والتي نال منها الإجازة في الحقوق بعام 1931، ومارس المحاماة في البداية في مكتب حبيب أبو شهلا، والذي ظل يعمل به حتى عام 1949 عندما استقل في مكتبه الخاص.
وفي السياسة كان دخوله الأول إلى هذا المجال عندما خاض الانتخابات النيابية في عام 1947 منفرداً في منافسة لوائح قوية، واحدة برئاسة كميل شمعون وأخرى برئاسة إميل إده وثالثة برئاسة سليم الخوري، وقد فاز في تلك الانتخابات بعدما حصل على دعم كل من الحزب السوري القومي الاجتماعي والمير مجيد أرسلان، وفي دورة عام 1951 خاض الانتخابات في لائحة الجبهة الوطنية إلى جانب كمال جنبلاط وكميل شمعون ومجيد أرسلان، واستطاع الفوز بالمقعد النيابي مرة أخرى، بينما خسر في دورتي عام 1953 وعام 1957 وذلك نظراً لحالة الخصومة التي نشأت بين رئيس الجمهورية كميل شمعون وكمال جنبلاط، إلا إنه عاد وفاز في دورات الانتخابات في أعوام 1960 و1964 و1968 و1972 والتي أجريت قبل اندلاع الحرب الأهلية اللبنانية وذلك استمر نائباً حتى وفاته.
وفي الحكومة فقد تولى العديد من الوزارات خلال مسيرته:
- من 1 أكتوبر 1949 إلى 14 فبراير 1951 وزيراً للزراعة بحكومة الرئيس رياض الصلح في عهد الرئيس بشارة الخوري.
- في 7 يونيو 1951 عين وزيراً للشئون الاجتماعية ووزيراً للصحة والإسعاف العام، إلا إنه استقال في نفس يوم صدور مرسوم التعيين، وقبلت استقالته في اليوم التالي.
- من 18 نوفمبر 1964 إلى 25 يوليو 1965 وزيراً للاقتصاد الوطني بحكومة الرئيس حسين العويني في عهد الرئيس شارل حلو.
- من 15 يناير 1969 إلى 25 نوفمبر 1969 وزيراً للأنباء بحكومة الرئيس رشيد كرامي في عهد الرئيس شارل حلو.
- من 8 يوليو 1973 إلى 31 أكتوبر 1974 وزيراً للداخلية بحكومة الرئيس تقي الدين الصلح في عهد الرئيس سليمان فرنجية.
- في 16 يوليو 1979 عين وزيراً للداخلية ووزيراً للسياحة بحكومة الرئيس سليم الحص في عهد الرئيس إلياس سركيس، واستمر بتولي المنصب حتى وفاته في 9 فبراير 1980.

## أسرته
هو نجل مدير المعارف محمود تقي الدين وزهية عبد الملك، وأشقائه هم الأديب والدبلوماسي سعيد تقي الدين، والأديب خليل تقي الدين، ومدير عام وزارة الدفاع منير تقي الدين، والأستاذ الجامعي بديع تقي الدين، والمحامي نديم تقي الدين. وقد تزوج من سعاد عبد الملك ولهما 4 أبناء:
- سمير.
- ناديا.
- مي.
- نجوى.